# 克拉克大學
克拉克大學（Clark University）是位于美國馬薩諸塞州伍斯特的一所私立大學，它由美國商人克拉克（Jonas Gilman Clark）成立于1887年，曾是美國最古老的非本科大學，但現在也提供本科課程。該大學是美國大學協會的創始成員之一，但在1999年退出該協會。

## 歷史

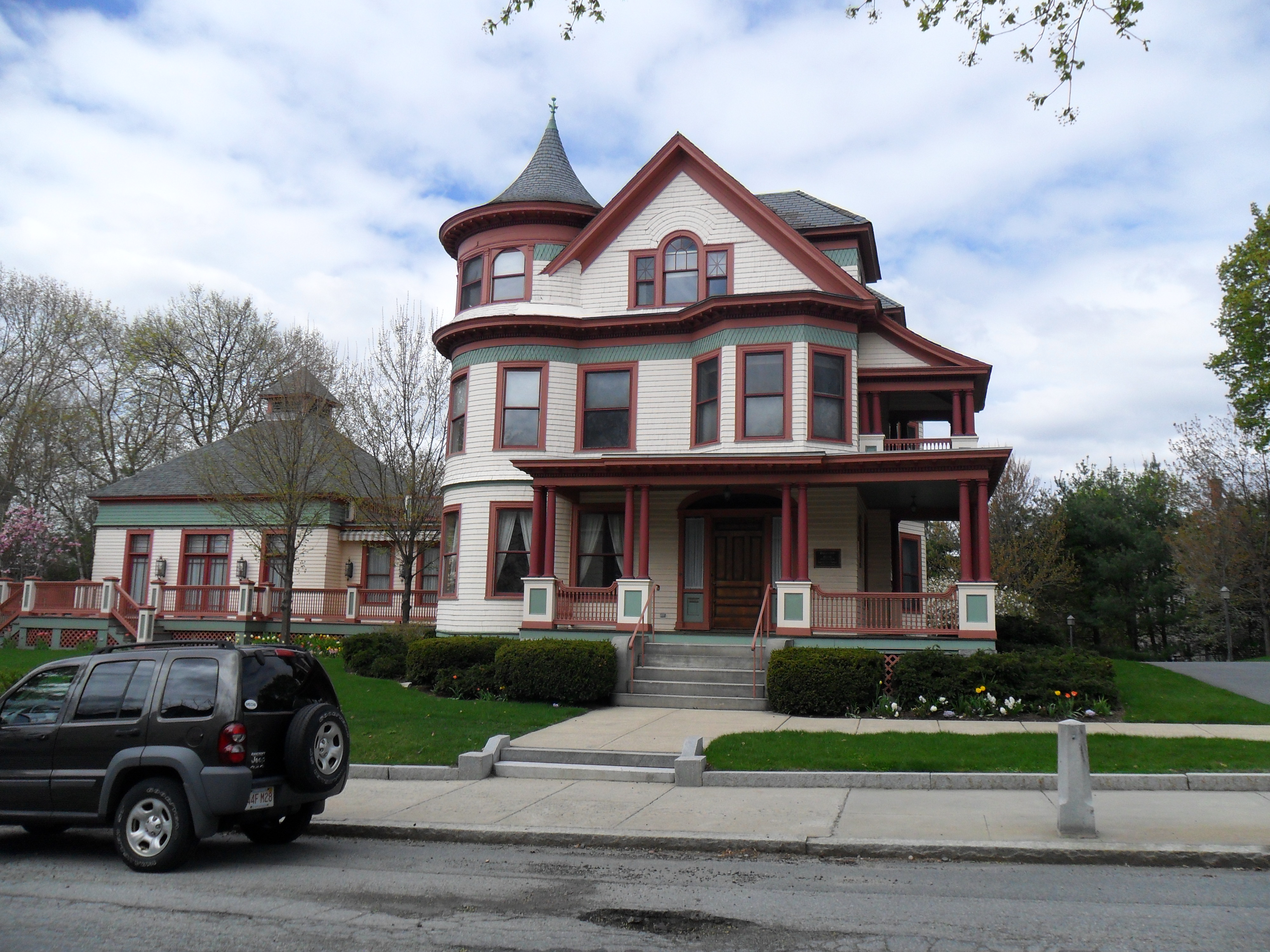
历届校长住所Harrington House

1887年1月17日，美國商人喬納斯·吉爾曼·克拉克（Jonas Gilman Clark）宣佈要在伍斯特市捐建一所大學，並向马萨诸塞州议会申請許可。同年3月31日，州長簽署相關法案同意了他的請求。
克拉克與斯坦福大學的創始人利兰·斯坦福是好友，而克拉克的想法可能也就是來自于斯坦福。最初他捐獻了100万美金，爲了使得大學免受資金短缺的困擾，後來又增捐了100万。
1889年10月2日克拉克大學正式開課，成爲美國第一所非本科大學，提供數學、物理、化學、生物學和心理學課程。
1899年，斯坦利·霍尔成为克拉克大学首任校长，該大學發展迅速，很快就有了良好的研究聲譽。1900年克拉克逝世，為大學留下了大筆的遺產，但又留出近半來創立本科生學院。這一計劃遭到校長霍爾的強烈反對，但為本科生提供教育的克拉克學院（Clark College）仍然得以在1902年開張，並獨立于克拉克大學。直到1920年霍爾離任，克拉克學院都保持獨立運作。
1909年9月西格蒙德·弗洛伊德和卡爾·榮格曾到此地講學五日，由此將精神分析學傳播到了美國。

## 校区
大学校区坐落于伍斯特“Main South”区，东距市中心2英里（3.2），距波士顿40英里（64）。
喬納斯·克拉克大樓（Jonas Clark Hall）始建于1887年，是该大学最古老的建筑。它坐落于现在的克拉克大学校区中心，是经济学、心理学和教育学部所在地。大楼地下室有热电设施，可以回收利用热能。

## 学生
该大学的本科生主要来自麻省以外，国际学生大概占全体学生总数的15%。
该大学要求大一大二学生住校，总共住校的本科生占全体学生数的70%。

## 學術
克拉克大學是一所規模較小的大學，有30多個本科學位。其學科以地理和心理學見長。此外該大學對有B+以上成績的本科生提供免費的第五年研究生教育。 录取率在50%左右。
该大学以理科见长，与伍斯特理工学院和圣十字学院课程互通。它被评为改變人生的大學之一。

## 擴展閲讀
- Ryan, W. Carson. Studies in Early Graduate Education: The Johns Hopkins, Clark University, The University of Chicago. New York: The Carnegie Foundation for the Advancement of Teaching, 1939. OCLC 41645290.
- Koelsch, William A. Clark University, 1887–1987: A Narrative History. Worcester: Clark University Press, 1987. ISBN 0-914206-25-7. OCLC 17064546.

## 外部連結
- 官方网站
- Clark Athletics website[]

42°15′04″N 71°49′23″W / 42.250977°N 71.823169°W